# 三臭化テトラブチルアンモニウム
三臭化テトラブチルアンモニウム（さんしゅうかテトラブチルアンモニウム、英: Tetrabutylammonium tribromide）は、化学式[N(C4H9)4]Br3で表される淡橙色の固体であり、TBATBと呼ばれる。親油性のテトラブチルアンモニウムカチオンと直鎖状の三臭化アニオンの塩である。この塩は、有機合成において、秤量しやすい固体の臭素源として試薬として使用されることがある。

## 調製
三臭化テトラブチルアンモニウムは、固体の臭化テトラブチルアンモニウムを臭素蒸気で処理することによって調製される。
[N(C4H9)4]Br  +  Br2   →    [N(C4H9)4]Br3
臭素の代わりに、臭化テトラブチルアンモニウムを五酸化バナジウムと過酸化水素水、またはヘキサニトラトセリウム(IV)酸アンモニウムと反応させることもできる。